# تحديد السعرات الحرارية

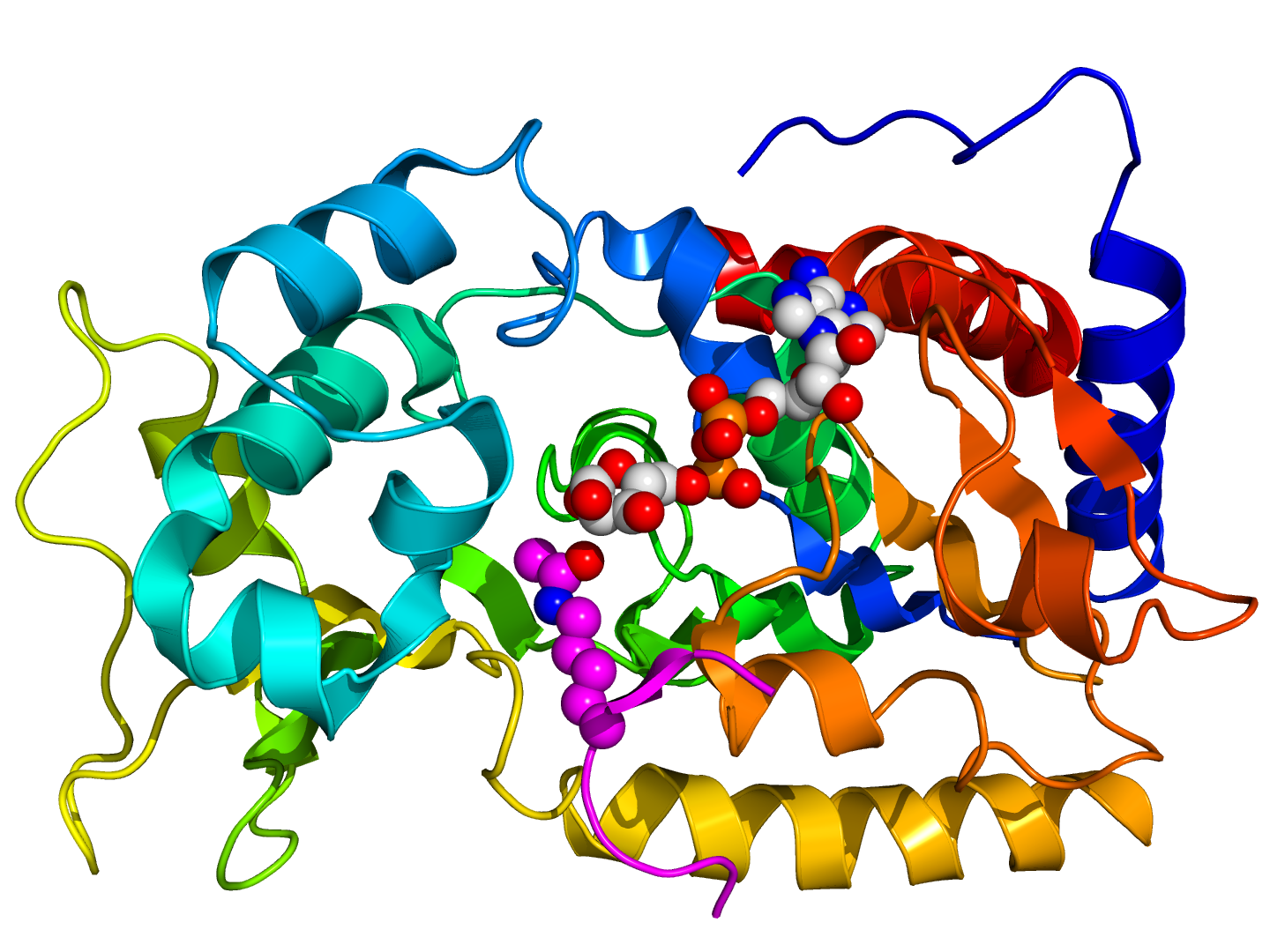

يعرف تحديد السعرات الحرارية أو تقييد السعرات الحرارية بالنظام الغذائي القائم على التقليل من مَدْخول السعرات الحرارية دون المعاناة من سوء التغذية أو حدوث نقص في العناصر الغذائية الأساسية. يرتبط معنى كلمة «قليلة» بحسب كمية الاستهلاك السابقة للشخص قبل أن بدأ  تحديد السعرات الحرارية اليومية، أو بحسب المقارنة مع شخص عادي ذو نوع جسم مشابه. وقد تبين أن تحديد السعرات الحرارية دون المعاناة من سوء التغذية قد نجح في فصائل عدة، منها الخميرة، والسمك، والقوارض، والفئران  والكلاب للتأخير من عميلة الشيخوخة البيولوجية، مما أدى إلى الحفاظ على الصحة ومعدل ازدياد في كل من متوسط والحد الأقصى للعمر. ولكن لا يبدو أن تأثير إطالة العمر تشمل الكل.
وتعتبر الآثار طويلة المدى للتحديد المعتدل للسعرات الحرارية على صحة البشر غير معلومة.
أُجريت دراستان أساسيتان عن مدى العمر وتشملان الرئيسيات من غير البشر (المكاك الريسوسي).
وبدأت الأولى في عام 1987 بواسطة المؤسسة الوطنية للشيخوخة وأشارت النتائج المؤقتة التي نُشرت في أغسطس/ آب من عام 2012 أن تحديد السعرات الحرارية يمنح هذه الحيوانات فوائد صحية، من ضمنها تخلص الجسم من بعض السموم الكامنة فيه،  ولكن لم يثبت ارتفاع في معدل متوسط العمر، وأما الحد الأقصى للعمر فلم تتاح بياناتها بعد بما أن الدراسة لا زالت جارية. كما بدأت الدراسة الثانية التي أجرتها جامعة ويسكونسن في عام 1989 ونشرت النتائج الأولية لـمدة الحياة في عام 2009, وأما النتائج النهائية فصدرت في عام 2014. ووجد أن نسبة 36.4% من الرئيسيات المقيدة السعرات معرضة للموت لأسباب تتعلق بالعمر مقارنة بالحيوانات الأخرى، ونسبة موتها لأي سبب آخر فهو 56.2% فقط.

## الآثار الصحية
وتعتبر آثار الصحة طويلة المدى للتحديد المعتدل للسعرات الحرارية لدى البشر غير معلومة.
مخاطر سوء التغذية
و كما ذكر آنفاً، فمصطلح «تحديد السعرات الحرارية» مثلما يستخدم في علم الشيخوخة الحيوي فهو يرجع إلى النظام الغذائي القائم على التقليل من مَدْخول السعرات الحرارية دون المعاناة من سوء التغذية. إذا كانت الحمية القاسية لا تتضمن وجود العناصر الغذائية الأساسية، فسوء التغذية قد يسبب في آثار ضارة خطيرة، كما حدث في تجربة مجاعة مينيسوتا. أُجريَت هذه الدراسة خلال الحرب العالمية الثانية على مجموعة من الرجال النحفاء، والذين قيدوا مأخوذهم من السعرات الحرارية بنسبة 45% لمدة 6 أشهر، وتتألف حميتهم حوالي 90% من النشويات.
و كما هو متوقع، فسوء التغذية هذه أدت إلى العديد من التكيفات الإيجابية في عملية الأيض (مثال على ذلك: انخفاض معدل الدهون في الجسم، وانخفاض ضغط الدم، وتحسين مستوى الدهون، وانخفاض تركيز هرمون ثلاثي يود الثيرونين، وانخفاض معدل ضربات القلب في حال راحة الجسم، وانخفاض صرف الطاقة في حال راحة كامل الجسم), ولكن سببت أيضا آثاراً سلبية على نطاق واسع، مثل فقر الدم، ووذمة في الأطراف السفلى من الجسم، والضمور العضلي، والضعف، والعجز العصبي، والدوار، والتهيج، والخمول، والاكتئاب.
نقص في العضلات والعظام
أعلنت دراسات قصيرة المدى على البشر عن نقص في الكتلة العضلية والقوة وانخفاض كثافة المعادن في العظام. ولكنه غير واضح ما إذا كان انخفاض كثافة المعادن في العظام يضر فعلاً بصحتها أم لا. وفي دراسة عن ما قبل انقطاع الطمث في النساء، كانت كثافة المعادن في العظام أعلى بعد نقص الوزن عند قياسه بحسب وزن الجسم، ولوحظ أيضا نقص كثافة المعادن في العظام عند الأشخاص الذين يمرون بفترة طويلة من تحديد السعرات الحرارية مع التغذية الكافية، ولكن لم يبلغ عن وجود أي كسور ولم يكن النقصان في كثافة المعادن في العظام مرتبط بوجود تغيرات ضارة في بنية العظام الدقيقة.
و حذر المؤلفون لاستعراض محاضرة تحديد السعرات الحرارية في 2007 «أنه من الممكن أن حتى التقييد المعتدل للسعرات الحرارية قد يكون ضاراً في فئات معينة من المرضى، مثل الأشخاص النِحاف الذين يملكون كميات قليلة من دهون الجسم.»
مؤشر كتلة الجسم الأقل من الطبيعي وارتفاع معدل الوفيات
عادة تقود حمية تحديد السعرات الحرارية إلى نزول في وزن الجسم، ومع ذلك فالوزن الناقص قد يرجع لأسباب أخرى وليس بالضرورة أن يكون صحيًاَ بحد ذاته. وقد ارتبط وزن الجسم المنخفض في بعض الدراسات بارتفاع في معدل الوفيات، خصوصا في الأشخاص في أواخر منتصف العمر أو كبار السن من مواضيع الدراسة. ويمكن أن يكون سبب نزول الوزن لدى الكبار في السن حالات مرضية مرتبطة بالشيخوخة والعرضة لمعدل وفاة أكثر ارتفاعاً (مثل السرطان أو اضطراب الانسداد الرئوي المزمن أو الاكتئاب) أو الدنف (متلازمة الهزال) وضمور اللحم (فقدان في كتلة العضلات، وبنيتها، وعملها), كما قام أحد أشهر هذه الدراسات بربط مؤشر كتلة الجسم الأقل من 18 في النساء بارتفاع في معدل الوفيات التي لا تتضمن أسبابها السرطان ولا أمراض القلب والأوعية الدموية. وقد حاول المؤلفون التعديل على العوامل الخارجية (كالتدخين والفشل في استبعاد الأمراض الموجودة مسبقاً), وقال آخرون أن التعديلات لم تكن كافية.
«كما أثار علماء الأوبئة من جمعية السرطان الأمريكية، وجمعية القلب الأمريكية، وكلية هارفرد للصحة العالمية، وغيرها من المنظمات أسئلة منهجية محددة لمراكز التحكم بالأمراض ومكافحتها حول الدراسة والتحليل الحديث المقدم من مجموعات البيانات الأخرى. كما أن محل الاهتمام الرئيسي هو عدم تقديم بيان عن نزول الوزن بسبب الأمراض الخطيرة مثل السرطان وأمراض القلب بشكل كاف... [و] الفشل في تقديم بيان عن تأثير التدخين على الوزن... ونتيجة لذلك، فقد قللت الدراسة من تقدير المخاطر الناجمة عن السمنة وبالغت في تقدير مخاطر الهزال.»
مثل هذه الدراسات الوبائية عن وزن الجسم لا تكون حول تحديد السعرات الحرارية كما هو الحال في دراسات مكافحة الشيخوخة، فهي ليست حول مدخول السعرات الحرارية أساسا، وذلك يرجع إلى ان وزن الجسم يتأثر بعوامل عديدة غير مدخول الطاقة. وعلاوة على ذلك، «فيصعب تقييم نوعية الوجبات الغذائية التي يستهلكها الأفراد ذوو مؤشر كتلة جسم منخفض، وربما تفتقر وجود العناصر الغذائية الهامة لإطالة العمر.» نادراَ ما توفر النظم الغذائية الاعتيادية منخفضة السعرات الحرارية مدخولاً عالياَ من المغذيات التي تعتبر سمة ضرورية لحميات مكافحة الشيخوخة المحددة السعرات. كذلك فإن «الأفراد الأقل وزناً في تلك الدراسات لا يقيدون سعراتهم الحرارية لأن استهلاكهم من السعرات الحرارية يعكس احتياجاتهم الفردية.»
مهيجات اضطرابات الأكل
يمكن لتحديد السعرات الحرارية عند من يعاني مسبقاً من اضطراب نهم الطعام أن يعجل من حدوث هذا الاضطراب ولكن لا يبدو أنه يشكل أي خطر من هذا القبيل غير ما ذكر.
فترة الشباب وفترة الحمل
لا ينصح عموماَ بتحديد السعرات الحرارية على المدى الطويل عند المستوى الكاف لإبطاء عملية الشيخوخة لدى الأطفال والمراهقين والبالغين (ممن هم تحت سن 21 تقريباً), وذلك بسبب أن هذا النوع من النظم الغذائية قد يتداخل مع النمو البدني الطبيعي، مثل ما لوحظ في الحيوانات المختبرية. وبالإضافة إلى ذلك فإن النمو العقلي والتغيرات في بناء الدماغ تحدث في أواخر مرحلة المراهقة وبداية مرحلة البلوغ التي من الممكن أن تتأثر سلباً بالتقييد الشديد للسعرات الحرارية. تنصح النساء الحوامل واللاتي يحاولن الحمل بعدم تحديد سعراتهن الحرارية، وذلك يرجع إلى أن المؤشر المنخفض لكتلة الجسم يؤدي إلى ضعف التبويض (العقم) والأمهات اللاتي يعانين من نقص في الوزن هن أكثر عرضة للولادة المبكرة.
مخاوف أخرى
و قد لوحظ أيضاً أن الناس الذين يفقدون وزنهم باستخدام مثل هذه الحميات قد يتعرضون لخطر الإصابة بحساسية البرد واضطرابات الحيض وحتى العقم والتغيرات الهرمونية.

## الآليات
كانت هناك بحوث تٌجرى حول تحديد السعرات الحرارية منذ أكثر من 70 عاماً إلا أن آلية عمل تحديد السعرات الحرارية لا تزال غير مفهومة جيداً حتى الآن. وتشمل بعض التفسيرات انخفاض درجة حرارة جذع الجسم، وانخفاض في الانقسامات الخلوية، وانخفاض في معدل التمثيل الغذائي، وانخفاض إنتاج الجذور الحرة، والتقليل من تلف الحمض النووي، والإنهاض.
درجة الحرارة
يخفض تحديد السعرات الحرارية من درجة حرارة جذع الجسم، وهي ظاهره يعتقد أن تكون استجابة تكيفية للحد من استهلاك الطاقة عندما يكون توفر العناصر الغذائية محدوداً. قد يطيل خفض درجة الحرارة عمر الحيوانات ذوات الدم البارد. وقد صُممت الفئران والذين يعتبرون من ذوات الدم الحار، ليملكوا درجة حرارة جذع منخفضة مما أدى إلى زيادة العمر بشكل مستقل عن تحديد السعرات الحرارية.
الإنهاض
المقال الرئيسي: الإنهاض
أشارت بعض البحوث إلى الإنهاض كتفسير لفوائد تحديد السعرات الحرارية. وذكر ساوثام وإرليخ (1943) أن مستخلص لحاء الشجر الذي كان معروفاً بمنع الفطريات، قد حفز نموها في الواقع عندما يُعطى بتركيز منخفض جداً. وقد ابتكروا مصطلح «الإنهاض» لوصف مثل هذه الأعمال المفيدة الناتجة عن استجابة الكائن الحي لعوامل الإجهاد البيولوجية منخفضة الحدة. وكما أن كلمة «إنهاض» والتي تعني بالإنجليزية "hormesis" المشتقة من الكلمة اليونانية "hormaein" تعني «الحماس». وتقترح فرضية إنهاض (الميتو) لتحديد السعرات الحرارية أن النظام الغذائي يفرض التوتر البيولوجي منخفض الحدة على الكائن الحي والذي بدوره يثير الاستجابة الدفاعية التي تساعد على حمايته من أسباب الشيخوخة. وبعبارة أخرى فإن تحديد السعرات الحرارية تضع الكائن الحي في حالة دفاعية بحيث يمكنه النجاة، وبالتالي فإن ذلك يؤدي إلى صحة أفضل وحياة أطول. وتشمل هذه الاستجابات تعبيرات معززة لبروتينات الصدمة الحرارية والإنزيمات المضادة للأكسدة. ومن الممكن أن تكون جينات تطويل العمر هي المسؤولة عن هذا التحول إلى الحالة الدفاعية.
الإنهاض الميتوكوندري
كان الإنهاض الميتوكومدري مفهوماً افتراضياَ بحت حتى أواخر عام 2007 عندما أظهر عمل مجموعة مايكل ريستو على دودة صغيرة تدعى الربداء الرشيقة، أن تقييد أيض الجلوكوز يطيل العمر بشكل أساسي من خلال زيادة الإجهاد التأكسدي لتحفيز الكائن الحي في النهاية على المقاومة المستمرة للمزيد من الإجاد التأكسدي. وربما كان هذا أول دليل تجريبي على كون الإنهاض هو السبب خلف إطالة العمر بعد تحديد السعرات الحرارية.
و على الرغم من إمكانية تصور الشيخوخة على أنها نتيجة تراكم للضرر إلا أن التقرير الحديث بأن الجذور الحرة تشارك في الإشارات بين الخلايا قد جعل المعادلة الفئوية لآثارها مع «الضرر» أصعب مما كان الوضع عليه في السابق. وقد أُقترح مسبقاً على أساس فرضي أن الجذور الحرة قد تحث على استجابة داخلية وتبلغ ذروتها في تكيفات أكثر فاعلية التي من شأنها أن تقي من الجذور الخارجية (وربما غيرها من المركبات السامة). كما اقترحت الأدلة التجريبية الأخيرة وبقوة إلى أن هذه هي القضية، وأن مثل هذا التحريض لإنتاج الجذور الحرة الداخلية يطيل عمر الكائن الحي النموذجي، ويمارس تأثير إطالة العمر وتعزيز الصحة. الإجهاد الميتوكوندريا غير المهلك مع زيادة متكافئة لأنواع الأكسجين التفاعلية قد يعجل العديد من التغيرات المفيدة في الفيزيولوجيا الخلوية الناتجة عن تحديد السعرات الحرارية.

## التطور
قيل مؤخراً أنه خلال سنوات المجاعة قد يكون تجنب الإنجاب، وتطوير آلية إنزيم الحماية والإصلاح متطلبان للكائن الحي في محاولة لضمان أن يكون مناسباً للتكاثر في السنوات المقبلة. ويبدو أن وجهة النظر هذه مدعومة بدراسة حديثة تقوم بدراسة الهرمونات. وجدت الدراسة التي أجريت على الفئران الذكور أن تحديد السعرات الحرارية عموماً يغير من تعابير الجينات فيطبعها بطابع أنثوي، وأن العديد من أشد الجينات الفردية تغيراً قد ارتبطت بالشيخوخة، وإشارات الهرمونات، وتنظيم p53 المصاحب لدورة الخلية وموت الخلايا المبرمج؛ وهذا يوصل إلى أن اثار إطالة العمر من جراء تحديد السعرات الحرارية قد تحدث جزئياً بسبب التحول إلى تعبير جيني يميل لكونه أنثوي. كما أن التقييد الشديد للسعرات الحرارية لفترات طويلة يقلل من المصل الكلي، ويحرر التستوستيرون وفي الوقت ذاته يزيد من تركيز هرمون الجنس الجلوبيولين في البشر ملزمة، وتعتبر هذه التأثيرات مستقلة عن السمنة.

## الكروماتين و PHA-4
تشير الدلائل إلى أن الآثار البيولوجية لتحديد السعرات الحرارية ترتبط ارتباطاً وثيقاً بوظيفة الكروماتين. وأمدت دراسة أجراها معهد سالك للدراسات البيولوجية والتي نشرت في دورية نيتشر مايو/أيار 2007 أن الجين PHA-4 هو المسؤول عن طول العمر بعد تحديد سعرات الديدان الحرارية، «مع نتائج مماثلة متوقع في البشر».
الجذور الحرة وعملية الارتباط بالغليكوزيل الخالي من الأنزيم
التفسيران المقترحان البارزان جداً عن الشيخوخة ولهما تأثير على تحديد السعرات الحرارية هما نظرية الجذور الحرة ونظرية عملية الارتباط بالغليكوزيل الخالي من الأنزيم. ومع كميات عالية من الطاقة المتاحة فلا تعمل الميتوكوندريا بكفاءة عالية وتنتج المزيد من فوق الأكسيد. فبتحديد السعرات الحرارية تحفظ الطاقة، وتقل كمية الجذور الحرة. كما أن الكائن الحي المحددة سعراته الحرارية سيملك دهون أقل ويتطلب طاقة أقل لدعم الوزن ويعني ذلك عدم الحاجة لوجود الكثير من الجلوكوز في مجرى الدم.
و ما يترتب على وجود نسبة جلوكوز أقل في الدم، انخفاض في حدوث عملية الارتباط بالغليكوزيل الخالي من الأنزيم للبروتينات المجاورة، وتأكسد كمية شحوم أقل في مجرى الدم الذي من شأنه أن يسبب تشكل كتل لزجة مما يؤدي إلى تصلب الشرايين. كما أن المرضى المصابون بالنمط الثاني للسكري فهم الناس الذين يعانون من الحساسية للأنسولين الناجمة عن التعرض الطويل المدى لارتفاع السكر في الدم.

## التقليل من تلف الحمض النووي
يقلل تحديد السعرات الحرارية من إنتاج أنواع الأكسجين التفاعلية والتي تسبب عدة أنواع من تلف الحمض النووي بما في ذلك 8-هيدروكسي-2'-ديوكسيغوانيزين، والذي يرمز له بـ (8-OHdG). ويستخدم مستوى (OHdG-8) كمؤشر على المستوى العام للتلف التأكسدي في الحمض النووي.

## محاكيات تحديد السعرات الحرارية
لقد أعطى العمل على آليات تحديد السعرات الحرارية الأمل لصنع الأدوية في المستقبل لزيادة عمر الإنسان من خلال محاكاة آثار تحديد السعرات الحرارية. وعلى وجه الخصوص، العدد الكبير من الجينات والممرات التي أُعلن عن أنها تنظم نشاطات تحديد السعرات الحرارية في الكائنات الحية النموذجية وهذا يمثل أهدافاً جذابة لتطوير العقاقير التي تحاكي فوائد تحديد السعرات الحرارية دون آثارها الجانبية. وعلى أي حال فقد ذكر عالم الأحياء ليونارد قوارينتي من معهد ماساتشوستس للتقنية محذراً بأن «(العلاج) لن يكون بديلاً عن نمط الحياة الصحي. فأنت لا تزال بحاجة إلى الذهاب لنادي الألعاب الرياضية.»

## اقرأ أيضا
- إنقاص الوزن
- صوم متقطع